# Alessandro Pio Riccio
Alessandro Pio Riccio, né le 6 février 2002 à Naples en Italie, est un footballeur italien, qui évolue au poste de défenseur central au Modena, en prêt de la Juventus FC.

## Biographie

### En club
Né à Naples en Italie, Alessandro Pio Riccio commence le football au Sport Village avant de rejoindre en 2016 la Juventus, où il poursuit sa formation.
Après avoir prolongé son contrat avec la Juventus jusqu'en juin 2025, Alessandro Pio Riccio est prêté le 31 août 2023 au Modena pour une saison,.

### En équipe nationale
Il participe au championnat d'Europe des moins de 17 ans en 2019 qui se déroule en Irlande. Lors de cette compétition il joue deux matchs. Son équipe atteint la finale face aux Pays-Bas. L'Italie s'incline ce jour-là (4-2).
Il est à nouveau sélectionné avec les moins de 17 ans pour participer à la Coupe du monde des moins de 17 ans en 2019 où il joue un seul match. Les jeunes italiens s'inclinent en quarts de finale face au Brésil.
Avec les moins de 18 ans, il porte notamment le brassard de capitaine.

### Style de jeu
Alessandro Pio Riccio est un défenseur central décrit comme un joueur physique, doué dans les duels et pour lire les trajectoires de balles. Son idole n'est autre que Leonardo Bonucci, défenseur de la Juventus.

## Palmarès

### En sélection
- Finaliste du championnat d'Europe des moins de 17 ans en 2019 avec l'équipe d'Italie des moins de 17 ans.